# 1912년 하계 올림픽 다이빙 여자 10m 플랫폼
1912년 하계 올림픽 여자 10미터 플랫폼 (또는 '여자 하이 (플레인) 다이빙')은 1912년 하계 올림픽 다이빙 종목의 4개 세부종목 중 하나로, 하계 올림픽 최초의 여성 다이빙 종목이었다. 1912년 7월 10일 수요일부터 1912년 7월 13일 토요일까지 경기가 진행되었으며, 3개국 14명의 선수가 참가하였다.

## 경기 진행
플랫폼 종목은 실제로는 10m 보드와 5m 보드를 번갈아 사용해가며 경기가 진행되었다. 각 선수는 우선 10m 보드에서 스탠딩 플레인 다이빙과 러닝 플레인 다이빙을, 5m 보드에서 러닝 플레인 다이빙과 뒤로공중제비 다이빙, 그리고 선수가 선택한 방식의 다이빙 3회를 선보였다. 심사위원단은 총 5명이었으며 각 선수마다 '포인트'와 '점수'를 부여하였는데 여기서 포인트는 해당 선수의 순위를 매긴 것으로 5인의 포인트를 합산하여 총 포인트를 집계하였다. '점수'는 오늘날의 다이빙 종목에서 채택한 채점방식과 동일했다.

### 예선전
예선전에서는 각 조마다 '포인트'가 가장 낮은 선수 2명이 결승에 진출하고, 모든 조에서 '점수'가 가장 높은 선수 4명이 추가로 진출하는 방식으로 치러졌다. 순위 포인트 자체를 결승 진출의 기준으로 삼지는 않았다.

#### 1조
| 순위 | 선수              | 국가   | 포인트 | 점수 | 주 |
| ---- | ----------------- | ------ | ------ | ---- | -- |
| 1    | 그레타 요한손     | 스웨덴 | 5      | 36.2 | Q  |
| 2    | 리사 레그넬       | 스웨덴 | 13     | 34.1 | Q  |
| 3    | 이자벨 화이트     | 영국   | 14     | 33.9 | q  |
| 4    | 토라 라르손       | 스웨덴 | 21     | 31.0 | q  |
| 5    | 셀마 안데르손     | 스웨덴 | 23     | 30.6 | q  |
| 6    | 엘사 안데르손     | 스웨덴 | 25     | 29.7 | q  |
| 7    | 빌뤼 툴린         | 스웨덴 | 35     | 25.0 |    |
| 8    | 매르타 아들레르스 | 스웨덴 | 39     | 21.9 |    |

#### 2조
| 순위 | 선수            | 국가       | 포인트 | 점수 | 주 |
| ---- | --------------- | ---------- | ------ | ---- | -- |
| 1    | 엘라 에클룬드   | 스웨덴     | 7      | 34.4 | Q  |
| 2    | 엘사 레그넬     | 스웨덴     | 8      | 34.9 | Q  |
| 3    | 그레타 요한손   | 스웨덴     | 16     | 28.7 |    |
| 4    | 다그마르 닐손   | 스웨덴     | 19     | 27.3 |    |
| 5    | 에스테르 요한손 | 스웨덴     | 23     | 26.3 |    |
| –    | 하니 켈너       | 오스트리아 | –      | DNF  |    |

### 결승전
결승전에서는 순위 포인트의 총합을 기준으로 최종순위가 결정되었으며 다이빙 점수는 동점자 순위결정에 한하여 사용되었다.
| 계급 | 선수          | 국가   | 포인트 | 점수 |
| ---- | ------------- | ------ | ------ | ---- |
| 1    | 그레타 요한손 | 스웨덴 | 5      | 39.9 |
| 2    | 리사 레그넬   | 스웨덴 | 11     | 36.0 |
| 3    | 이자벨 화이트 | 영국   | 17     | 34.0 |
| 4    | 엘사 레그넬   | 스웨덴 | 20     | 33.2 |
| 5    | 엘라 에클룬드 | 스웨덴 | 22     | 31.9 |
| 6    | 엘사 안데르손 | 스웨덴 | 25     | 31.3 |
| 7    | 셀마 안데르손 | 스웨덴 | 36     | 28.3 |
| 8    | 토라 라르손   | 스웨덴 | 39     | 26.8 |